# فیلیپ پوتیه
فیلیپ پوتیه (فرانسوی: Philippe Pottier‎; ۹ ژوئیهٔ ۱۹۳۸ – ۲۲ سپتامبر ۱۹۸۵) بازیکن فوتبال اهل سوئیس بود.
از باشگاه‌هایی که در آن بازی کرده‌است می‌توان به باشگاه فوتبال لشو دو فوند، باشگاه فوتبال سروت ۱۸۹۰، و باشگاه فوتبال آنژه اشاره کرد.
وی همچنین در تیم ملی فوتبال سوئیس بازی کرده‌است.